# Fritz Honka
Friedrich Paul Honka, detto Fritz (Lipsia, 31 luglio 1935 – Langenhorn, 19 ottobre 1998), è stato un serial killer tedesco, autore di almeno quattro omicidi ai danni di donne nel quartiere a luci rosse di Amburgo tra il 1970 e il 1975.
Alto poco più di 1,60 m, era estremamente insicuro a causa di quella che riteneva una bassa statura. Sceglieva quindi donne più basse, spesso anziane e anche senza denti, per esorcizzare la sua fobia di subire mutilazioni durante il sesso orale. Non riuscendo a liberarsi dei corpi, forse a causa della sua gracile corporatura o per indolenza, li occultava nella sua mansarda, tentando di mascherarne l'odore di decomposizione spruzzando grandi quantità di deodorante.
A seguito di un incendio divampato nel 1975 nella palazzina dove abitava, i vigili del fuoco scoprirono fortuitamente i resti mummificati delle sue vittime e venne quindi arrestato dalla polizia, alla quale dichiarò che le aveva uccise perché lo avevano dileggiato per le sue prestazioni sessuali. Evitato l'ergastolo, scontò 15 anni di reclusione in un ospedale psichiatrico, concludendo la sua vita sotto falso nome in una residenza sanitaria.

## Biografia

### Giovinezza
Honka nacque il 31 luglio 1935 a Lipsia, terzo di dieci figli. Suo padre Fritz Honka (Senior) era un carpentiere o secondo altre fonti un fuochista, sua madre Else Honka lavorava come donna delle pulizie. Tre dei suoi fratelli morirono durante il parto. Durante una delle ultime udienze del suo processo, Honka descrisse così la sua giovinezza: "Mio padre era rinchiuso in un campo di concentramento. Anch'io stavo in un campo di concentramento per bambini. Fui liberato dai russi. Anche mio padre. La scuola in seguito non è stata molta". Le versioni non sono chiare: alcune sostengono che suo padre fosse stato mandato in un campo di concentramento per lavorare per i comunisti, altre che vi fosse stato mandato proprio per la sua vicinanza al Partito Comunista. Dopo la liberazione lavorò per un po' come fuochista. Morì nel 1946 per alcolismo e per i problemi di salute a lungo termine causati dalla prigionia. Dopo la morte del padre, la madre non fu più in grado di far fronte al mantenimento dei figli. Honka crebbe quindi in una casa di accoglienza per bambini a Lipsia.
All'inizio degli anni '50, Honka iniziò un apprendistato come muratore, ma dovette rinunciare a causa di un'allergia. Fuggì quindi nella Germania occidentale nel 1951 e iniziò a lavorare come bracciante agricolo nel piccolo villaggio di Brockhöfe, nella brughiera di Luneburgo. Ebbe una relazione con una donna di nome Margot da cui nacque un figlio, Heinrich. Dovendo corrispondere alla donna 3.000 marchi di alimenti, lasciò il villaggio. Nel 1956 giunse ad Amburgo e fu impiegato come operaio portuale presso l'Howaldtswerke-Deutsche Werft, il più grande cantiere navale di Kiel. La sera vagabondava tra varie bettole come il Goldenen Handschuh ("Il Guanto d'Oro") o lo Elbschlosskeller. A volte beveva dieci rum & coca di fila, fumando una sigaretta dopo l'altra. Un grave incidente stradale gli ruppe il naso, che rimase visibilmente deviato e gli lasciò un pronunciato strabismo. Queste deformità avrebbero gravemente compromesso la fiducia in se stesso di Honka, specialmente nei rapporti con le donne. Ciononostante Nel 1957 sposò Inge e ebbe un figlio chiamato Fritz, ma il matrimonio fallì e i due si separarono nel 1960. I vicini ricordano scene violente nel loro appartamento. In seguito la coppia si riconciliò, ma si separò una seconda volta nel 1967.
Nello stesso anno si trasferì in una squallida mansarda di 18 m2 a Ottensen, nei sobborghi di Amburgo. Nel 1972 visse per un po' insieme a una certa Irmgard Albrecht. Il 15 agosto 1972 tentò di costringere un'altra donna, Ruth Dufner, a fare sesso con lui e Irmgard. Dufner fuggì senza vestiti dall'appartamento di Honka e lo denunciò alla polizia. La donna dovette ricevere cure in ospedale per le percosse subite; al momento dell'incidente, Honka aveva un altissimo livello di alcol nel sangue. Il 4 aprile 1975 un tribunale gli ordinò di pagare una multa di 4.500 marchi, ma l'accusa di stupro nel frattempo decadde. Negli anni successivi i suoi problemi con l'alcol gli impedirono di intrattenere rapporti con le donne e per fare sesso cominciò a rivolgersi alle prostitute che incontrava nei pub o nei dintorni della Reeperbahn. Nel frattempo diventò noto alla polizia per piccoli crimini e scontò un periodo in prigione.

### Gli omicidi

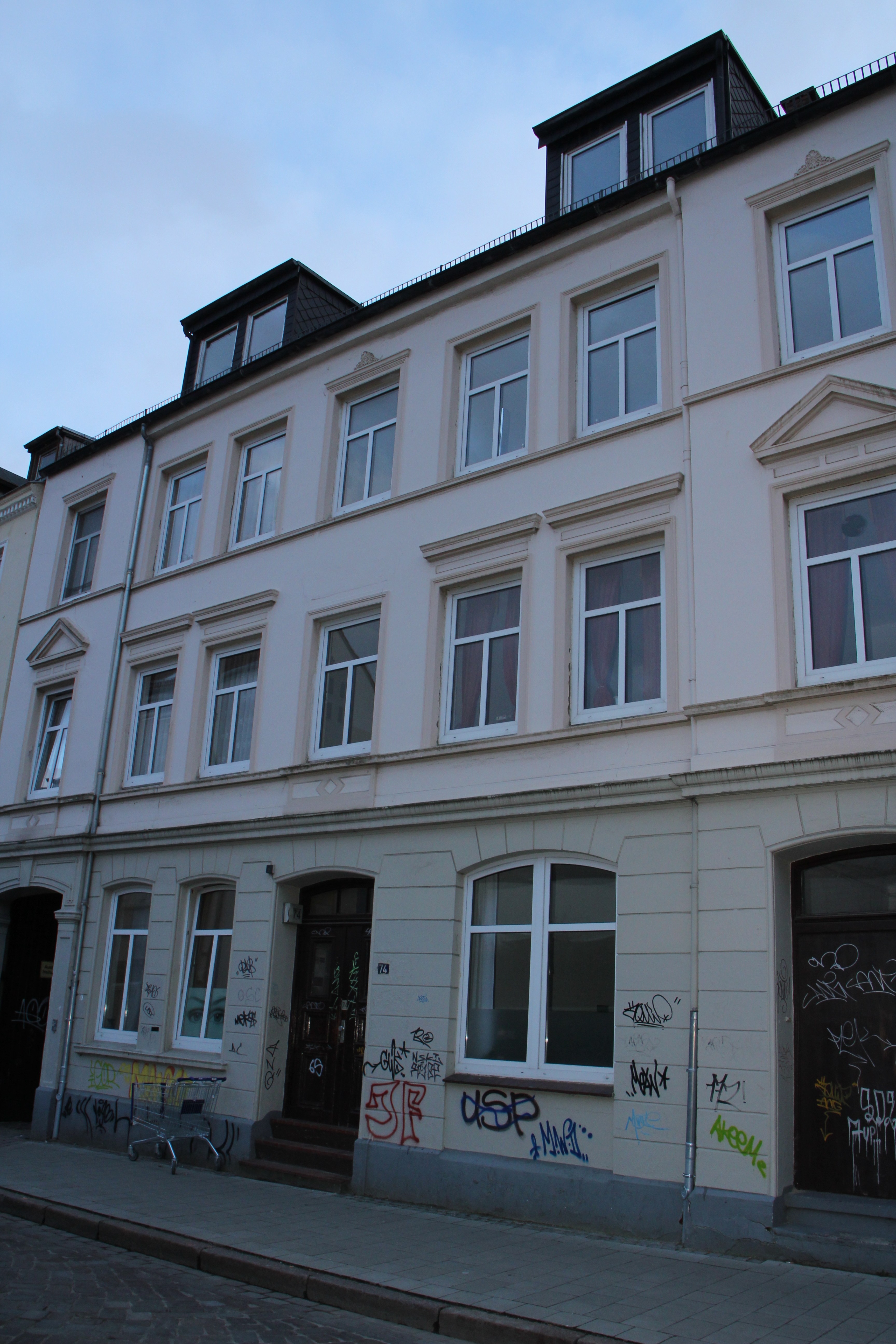
La palazzina in Zeißstraße 74 di Ottensen, Amburgo, dove viveva Honka

Nel dicembre 1970 Honka, diventato guardiano notturno nell'edificio Shell della City Nord, commise il suo primo omicidio provato. Strangolò nel suo appartamento Gertraud Bräuer, una parrucchiera di 42 anni e prostituta occasionale. Nel processo Honka affermò che la donna, dopo una notte a base di alcol, si era rifiutata di fare sesso con lui. Honka sezionò il cadavere con una sega e poi lo avvolse in alcuni sacchi di plastica, nascondendone i pezzi in vari punti del quartiere vicino alla sua abitazione. Le parti del corpo furono successivamente ritrovate e identificate dalla polizia di Amburgo, ma le indagini non portarono all'assassino.
Quattro anni dopo Honka uccise nuovamente, quando strangolò nel suo appartamento la prostituta 54enne Anna Beuschel, nell'agosto del 1974. Beuschel era una frequentatrice abituale del Goldenen Handschuh. Morì "perché lei", come dichiarò più tardi Honka nel processo, "giaceva a letto come una tavola" e non era stata abbastanza appassionata quando avevano fatto sesso. Le donne con le quali Honka si incontrava erano anziane, spesso ex prostitute devastate dall'alcolismo e che non avevano legami sociali. Molte di queste erano senzatetto. Nel dicembre dello stesso anno uccise la 57enne Frieda Roblick. La donna fece sesso con Honka, ma poi cercò di derubarlo e venne strangolata "per punizione". Nel gennaio 1975 uccise la prostituta 52enne Ruth Schult: dapprima le tirò una bottiglia di vodka in testa "perché stava ridendo di lui" e infine la strangolò con una calza da donna.
I corpi di tutte le tre donne furono fatti a pezzi e nascosti nella sua mansarda e nel solaio. Alcune fonti riportano che Honka ne conservò le teste utilizzandole per il sesso orale. La scomparsa delle tre donne non venne mai denunciata alla polizia. I reclami degli altri inquilini che vivevano nella stessa palazzina per quanto riguardava l'odore di carne in decomposizione, furono ignorati. Honka utilizzava un gran numero di alberelli al profumo di pino e altri deodoranti nel tentativo di mascherare l'intenso odore. In questo modo visse per anni custodendo in casa resti umani in decomposizione senza che nessuno sospettasse nulla.

### Moventi e personalità
Fritz Honka era alto poco meno di 1,65 m e di corporatura leggera. Soffriva di un evidente strabismo e di difficoltà di linguaggio. Entrambi i suoi matrimoni fallirono a causa del forte consumo di alcol. Quando era molto ubriaco sfogava la sua aggressività sulle donne, di solito più minute di lui e spesso senza denti, pare per alleviare le sue fobie di subire possibili mutilazioni durante il sesso orale. Secondo alcune fonti, una delle sue motivazioni omicide era stata proprio il fatto che quelle donne lo avessero deriso perché egli mostrava preferire il sesso orale a quello penetrativo.
Gli omicidi documentati seguivano sempre lo stesso schema: Honka incontrava le donne nei pub, beveva con loro e poi le portava nella sua abitazione, concordando il prezzo di una prestazione sessuale. In un caso pare che la donna avesse preventivamente solo accettato di bere e, rifiutate successivamente le avances di Honka, fu uccisa per questo. Dopo l'assunzione da parte di Honka e delle sue vittime di grosse quantità di alcol e dei rapporti sessuali, portati a termine o tentati, scoppiava un litigio per diversi motivi che culminava nello strangolamento della donna da parte dell'uomo. Nel ricostruire uno degli episodi durante il processo, Honka riferì che si era svegliato accanto al cadavere senza ricordare nulla riguardo all'accaduto.
In occasione del primo omicidio, Honka tentò di occultare il corpo, ma ciò si rivelò per lui troppo difficile. Ubriaco com'era, cadde nella tromba delle scale mentre cercava di spostare il cadavere. Da quel momento decise di smembrare le sue vittime servendosi di una sega, conservandone i resti dentro il suo appartamento, preferibilmente nel solaio.

### L'arresto e il processo
Poiché le donne vittime di Honka vivevano in emarginazione e sole, nessuno ne denunciò mai la scomparsa e Honka viveva indisturbato. La sua cattura fu quindi dovuta a un caso fortuito. Il 15 luglio 1975 il condominio dove viveva Honka prese fuoco mentre questi era assente. I pompieri che affrontarono l'incendio scoprirono durante le operazioni di spegnimento un torso femminile parzialmente decomposto in un sacchetto di plastica e avvertirono la polizia, che perquisì l'intero appartamento. La perquisizione portò alla luce le parti di più corpi. Honka fu arrestato al ritorno dal lavoro e le vittime furono gradualmente identificate dai loro resti.
Honka venne interrogato da Peter Seeler della squadra omicidi e dal commissario capo Hans-Peter Untermann. Per giorni le uniche parole dell'uomo furono "non lo so" o "è possibile". Non mangiò nulla, beveva solo caffè nero e fumava incessantemente. Dopo 60 ore di logorante interrogatorio il 29 luglio Fritz Honka confessò di aver ucciso le donne. Honka dichiarò aver agito "per conto di Jack lo Squartatore" definendosi il "re degli imbroglioni". Non rivelò i dettagli delle sue azioni. Tutto quello che disse delle donne che aveva ucciso fu: "L'ho solo sbattuta". Durante il periodo di custodia, Honka dichiarò di aver assassinato le donne dopo che queste lo avevano deriso per la sua preferenza per il sesso orale rispetto ai rapporti "etero". Nel novembre 1976 ritrattò la sua confessione, sostenendo di non ricordare nulla.
Nello stesso anno ebbe inizio il processo. Fritz Honka si dichiarò innocente. La corte lo ritenne colpevole per un omicidio di primo grado e di tre omicidi colposi. Ciononostante il suo avvocato, presentando Honka come parzialmente non colpevole, dimostrò che gli omicidi, con una sola eccezione, non erano premeditati ed erano stati commessi "nel calore della passione". Ottenne quindi un verdetto ritenuto sorprendente: Honka infatti evitò l'ergastolo e fu condannato a 15 anni di prigione in un ospedale psichiatrico. Il suo abituale abuso di alcol fu inoltre considerato un fattore attenuante, poiché diminuiva la sua capacità di intendere e di volere.

### Il rilascio e la morte
Honka fu rilasciato dal carcere psichiatrico nel 1993. Trascorse i suoi ultimi anni sotto il falso nome di Peter Jensen in una residenza sanitaria assistenziale a Scharbeutz. Morì a 63 anni il 19 ottobre 1998 a causa degli effetti della sua dipendenza da alcol e nicotina in un ospedale di Langenhorn.

## Riferimenti culturali
Nel 1975 il musicista tedesco Karl-Heinz Blumenberg registrò il singolo di umorismo nero Gern hab ich die Frau'n gesägt ("Mi piace segare le donne", un riferimento esplicito al successo degli anni '20 di stile schlager Gern hab ich die Frau'n geküßt, “Mi piace baciare le donne”, cantato dal tenore austriaco Richard Tauber) sotto lo pseudonimo di Harry Horror, in riferimento ad Honka. La canzone divenne rapidamente un successo clandestino nei club di Amburgo, ma la casa discografica di Blumenberg, la RCA Records, si rifiutò di pubblicarlo ufficialmente a causa del suo tema controverso.
Nel 2016 è stato pubblicato il romanzo dello scrittore tedesco Heinz Strunk Der goldene Handschuh ("Il guanto d'oro"). Il romanzo ha vinto il Premio per la letteratura Wilhelm Raabe ed è stato nominato per il Preis der Leipziger Buchmesse. Racconta la storia di Fritz Honka e porta il nome di uno dei bar di St. Pauli in cui Honka incontrò le sue vittime.
Il regista tedesco Fatih Akın ha acquisito i diritti sul romanzo di Strunk e ha realizzato un adattamento cinematografico intitolato Der goldene Handschuh. Nell'omonimo film, distribuito nel 2019, Fritz Honka è interpretato dall'attore tedesco Jonas Dassler.
Nel 2020 il gruppo rock Ostfront ha composto un brano che si intitola Honka Honka, che ne ripercorre parzialmente le vicissitudini. Il brano è presente nell’album Dein Helfer in der Not.